# Crooked River, British Columbia
Crooked River är ett vattendrag i Kanada.   Det ligger i provinsen British Columbia, i den centrala delen av landet, 3 400 km väster om huvudstaden Ottawa. Crooked River ligger vid sjön McLeod Lake.
I omgivningarna runt Crooked River växer i huvudsak blandskog. Trakten runt Crooked River är nära nog obefolkad, med mindre än två invånare per kvadratkilometer.